# Reign de Seattle (ABL)
Ne doit pas être confondu avec Reign de Seattle (NWSL).
 (décembre 2023).
Si vous disposez d'ouvrages ou d'articles de référence ou si vous connaissez des sites web de qualité traitant du thème abordé ici, merci de compléter l'article en donnant les références utiles à sa vérifiabilité et en les liant à la section « Notes et références ».
Le Reign de Seattle (en anglais : Seattle Reign) est un club franchisé de américain de basket-ball féminin disparu. La franchise, basée à Seattle, appartient à la American Basketball League, qui cesse son activité en même temps que la ligue le 22 décembre 1998.

## Historique
Le Reign est animé par la manager Karen Bryant qui fondera ensuite le Storm de Seattle sur l'acquis du Reign. Lors de la dernière saison, la dissolution est annoncée pendant la période de Noël, ce qui fait que certaines joueuses de Seattle apprennent la nouvelle à la télévision.

## Palmarès
néant

## Joueuses célèbres ou marquantes
- Cindy Brown (All-ABL 2nd Team 1997)
- Shalonda Enis (All-ABL 2nd Team 1998)
- Tari Phillips (ABL All-Star game MVP, 1997–1998)